# 圣母堂 (佛罗伦萨)

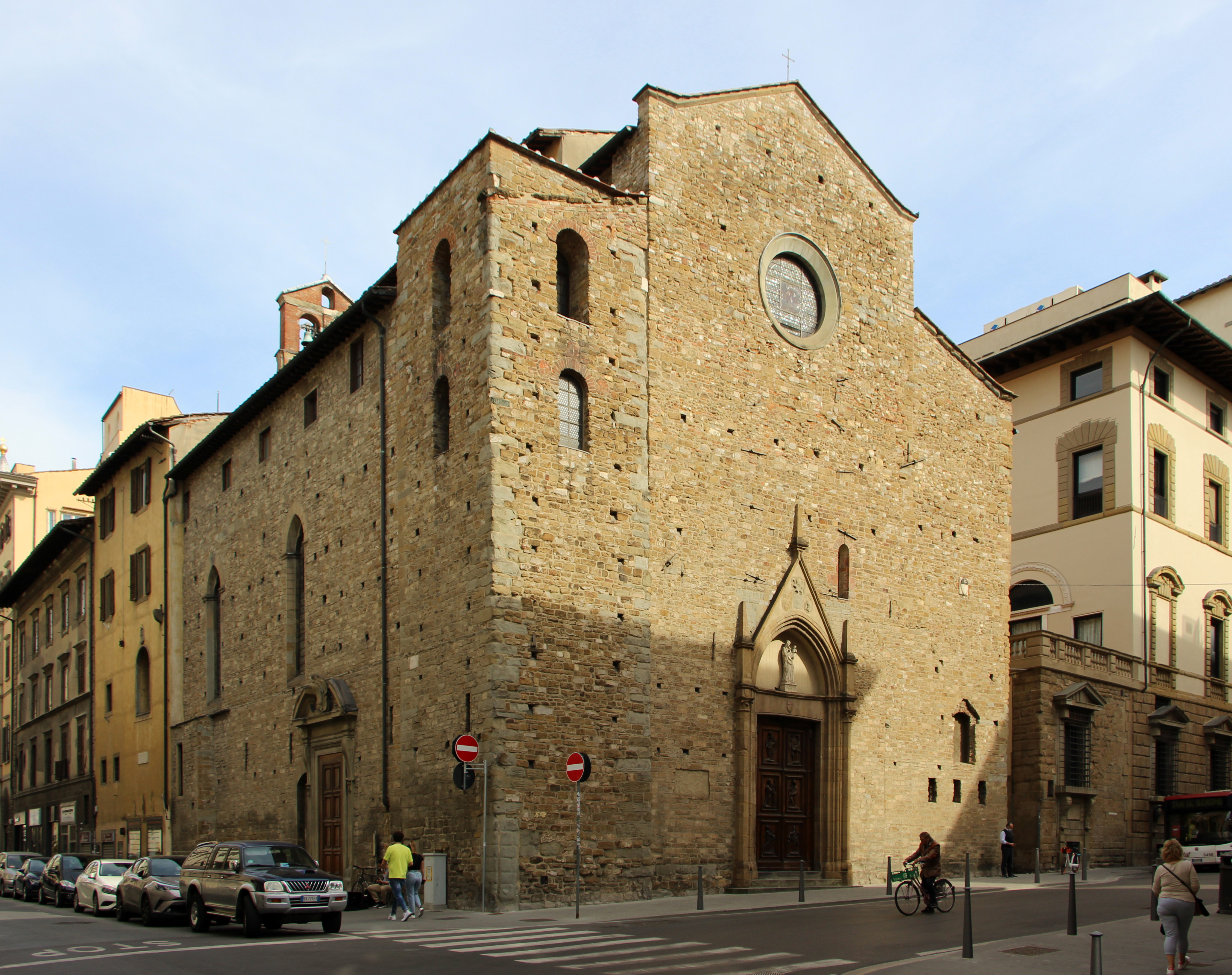
立面

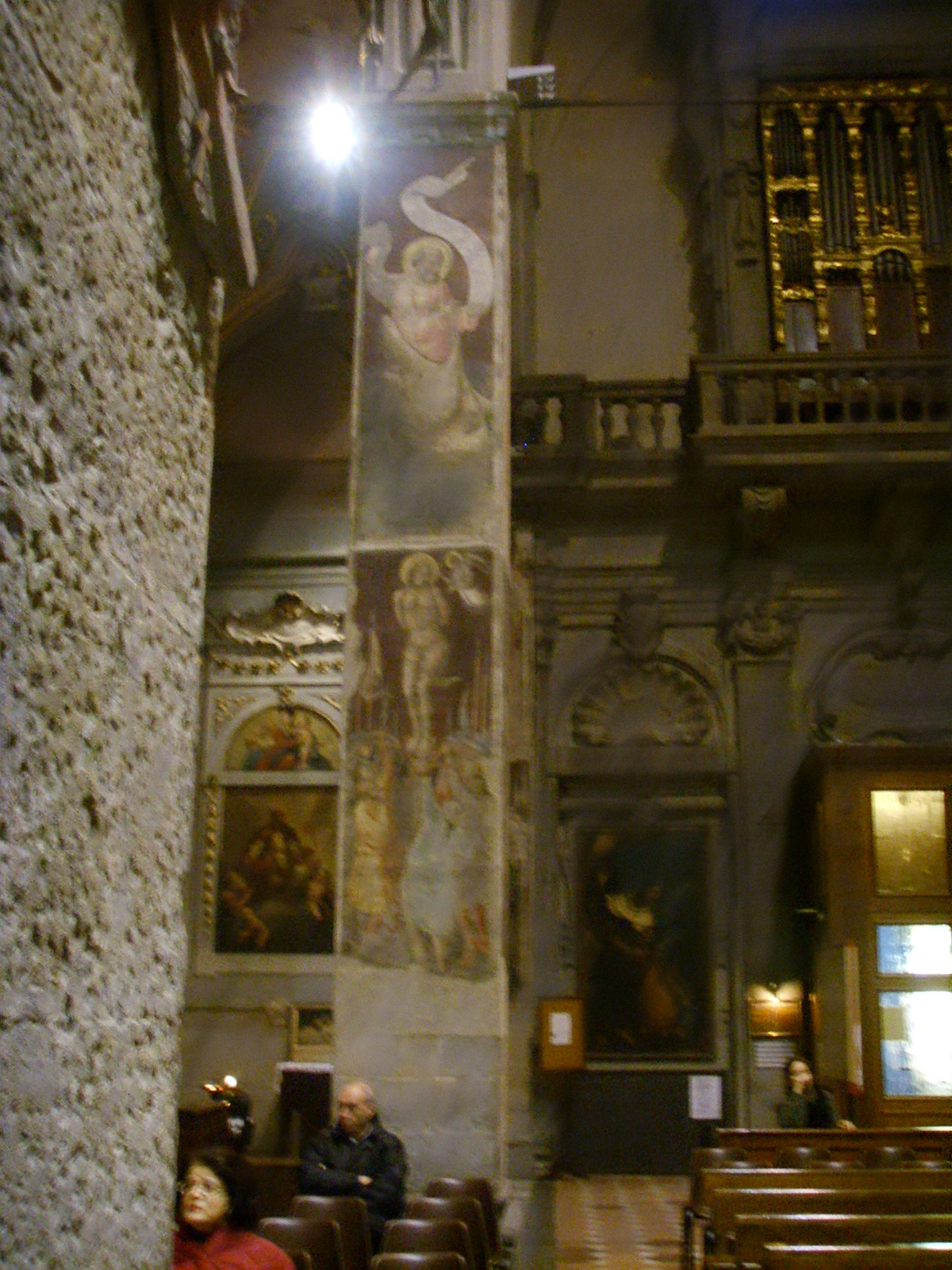

圣母堂（Santa Maria Maggiore di Firenze）是意大利托斯卡纳大区佛罗伦萨的一个罗马天主教教堂，罗马式和哥特式风格。这是佛罗伦萨现存最古老的教堂之一。

## 历史
该堂最初建于11世纪，在13世纪立面和两侧进行了大幅改建。原来的教堂早在8世纪已经存在，在931年首次见于记载。

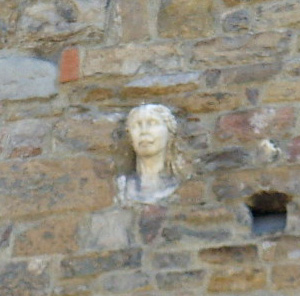

在1176年它获得协同教会的地位，是佛罗伦萨的修院之一。该堂扩大后，在1183年直接由教宗管理。该堂在13世纪归属熙笃会，并且重建为哥特式风格（除了原来的外墙外和拱顶）。瓦萨里提到新堂的设计者是一位大师，当时正祭台描绘《圣母加冕》，小堂壁画为《圣母和圣安多尼院长的故事》，今天都只有片段尚存。
它的外观为朴素的石墙，装饰很少。但是墙内镶嵌了一个古罗马的人头，俗称“贝塔”。内部也很朴素，有一个中殿和两个走道，以及尖顶拱门。艺术品包括罗塞利的壁画《降生》等。
而曾经在该堂的其他艺术品包括马萨乔三联画，以及波提切利的《圣巴斯弟盎致命》和《基督哀歌》。